# Antonio Nariño

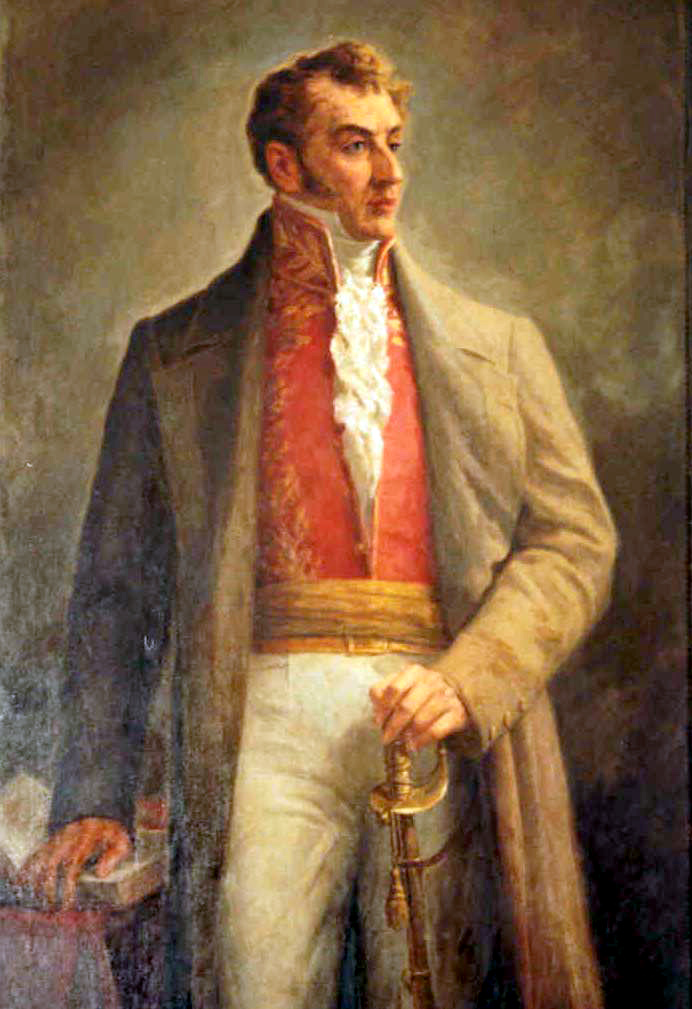
Ölgemälde von Ricardo Acevedo Bernal

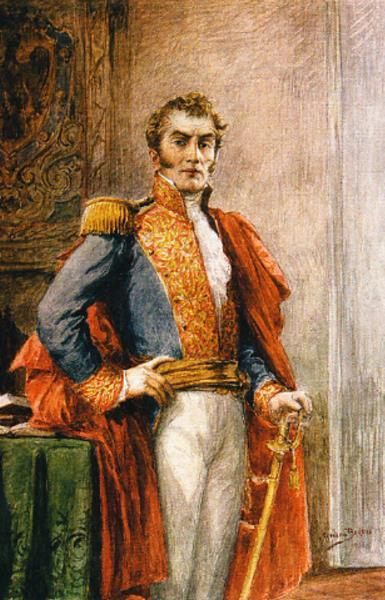
Antonio Nariño, Aquarell von José María Espinosa

Antonio Amador José de Nariño y Álvarez del Casal (* 1765 in Santa Fé de Bogotá; † 1824 in Villa de Leyva) war ideologischer Wegbereiter und früher Militärführer bei den südamerikanischen Unabhängigkeitskriegen im damaligen Vizekönigreich Neugranada, dem heutigen Kolumbien.

## Leben
1794 übersetzte Antonio Nariño die französische Erklärung der Menschen- und Bürgerrechte ins Spanische und verbreitete sie als Privatdruck unter Freunden. Exemplare davon kursierten in ganz Südamerika. Er wurde deswegen mehrmals verhaftet, doch es gelang ihm auch mehrmals der spanischen Haft zu entkommen und nach einiger Zeit im Exil kehrte er nach Neugranada zurück.
Nach der Besetzung Spaniens durch Napoléon 1807 wurden südamerikanische Juntas gebildet, die trotz offizieller Loyalität zu Spanien, doch zum von Napoleon abgesetzten König eine Politik in Richtung Unabhängigkeit verfolgten. Nariño erzielte als Präsident des ehemaligen Bundesstaates Cundinamarca (um die Hauptstadt Bogotá) einige militärische Erfolge gegen die königstreuen Spanier, doch kam es bald zu Rivalitäten zwischen den Führern der Unabhängigkeitsbewegung, die deren Position schwächten.
Nariño geriet 1814 in spanische Gefangenschaft, und als er nach der Revolte des Generals Rafael del Riego wieder freikam, hatten sich andere Führer durchgesetzt, insbesondere Simón Bolívar, der dann auch Präsident Kolumbiens wurde.

## Verehrung
Dennoch wurde Nariño zum kolumbianischen Nationalhelden und in der letzten Strophe der kolumbianischen Nationalhymne erwähnt:
Del hombre los derechos Nariño predicando,
el alma de la lucha profético enseñó.
Ricaurte en San Mateo en átomos volando,
"deber antes que vida" con llamas escribió.

## Antonio Nariño als Namensgeber
- Die Residenz des kolumbianischen Präsidenten in Bogotá, die Casa de Nariño, zuweilen auch als Palacio de Nariño bezeichnet, ist nach dem Vorkämpfer der Unabhängigkeit benannt.
- Ein Stadtbezirk von Bogotá, Antonio Nariño, trägt zu seinem Gedenken dessen Namen.[1]
- Das Departamento de Nariño wurde nach ihm benannt.

## Antonio-Nariño-Preis
Mit seinem Namen ist seit 2010 der deutsch-französische Antonio-Nariño-Preis für Menschenrechte versehen, der Projekte auszeichnet, die die Menschenrechte in Kolumbien stärken und fördern. Stifter sind die französische und die deutsche Botschaft in Bogotá.